# Ріпчицька сільська рада
Ріпчицька сільська рада — орган місцевого самоврядування у Дрогобицькому районі Львівської області з адміністративним центром у с. Ріпчиці.

## Загальні відомості
Історична дата утворення: в 1939 році. Водоймища на території, підпорядкованій даній раді: річка Тисьмениця.

## Історія
Львівська обласна рада рішенням від 7 жовтня 2008 року у Дрогобицькому районі уточнила назву Ріпчицівської сільради на Ріпчицьку.

## Населені пункти
Сільській раді підпорядковані населені пункти:
- с. Ріпчиці

## Склад ради
Рада складається з 14 депутатів та голови.